# NGC 4753
NGC 4753 ist eine Irreguläre Galaxie vom Hubble-Typ I0 im Sternbild Jungfrau auf der Ekliptik. Sie ist schätzungsweise 48 Millionen Lichtjahre von der Milchstraße entfernt und hat einen Durchmesser von etwa 100.000 Lichtjahren. Die Galaxie ist Namensgeber der NGC 4753-Gruppe und möglicherweise ein Mitglied des Virgo-Galaxienhaufens.
Das Objekt wurde am 22. Februar 1784 von Wilhelm Herschel mit einem 18,7–Zoll–Spiegelteleskop entdeckt, der sie dabei mit „cB vL iF vgmbM“ beschrieb.
In NGC 4753 wurden bisher zwei Typ-Ia-Supernovae beobachtet: am 18. Juni 1965 SN 1965i und am 4. April 1983 SN 1983g. Anhand letzterer konnte die Entfernung zu NGC 4753 auf  8,7 ± 1,6 Millionen Parsec eingeschätzt werden.
Die verdrehte Struktur der Staubbahnen deutet auf eine Zusammenschluss mit einer Zwerggalaxie vor etwa 1,3 Milliarden Jahren hin.

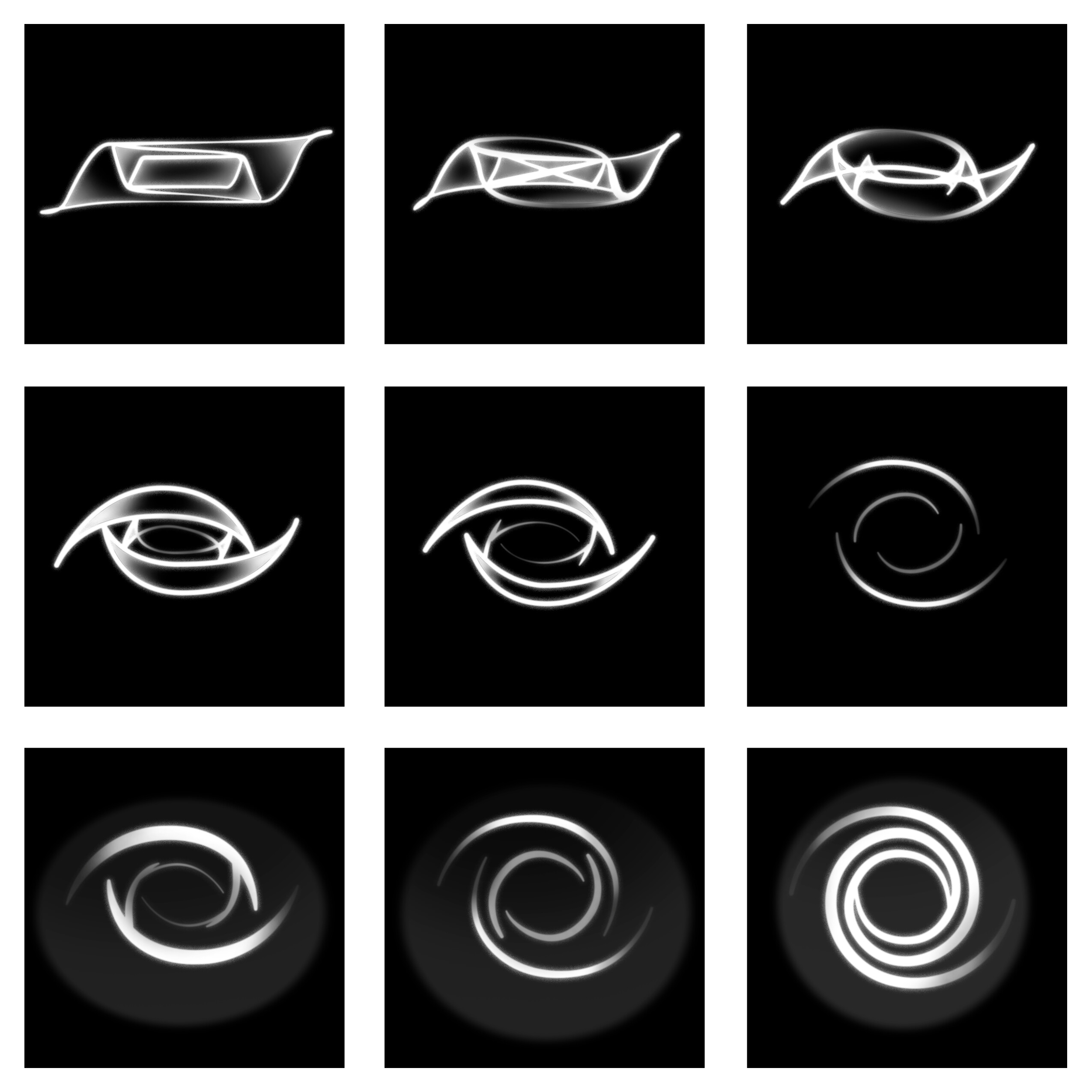
Rekonstruktion verschiedener Ansichten der inneren Struktur
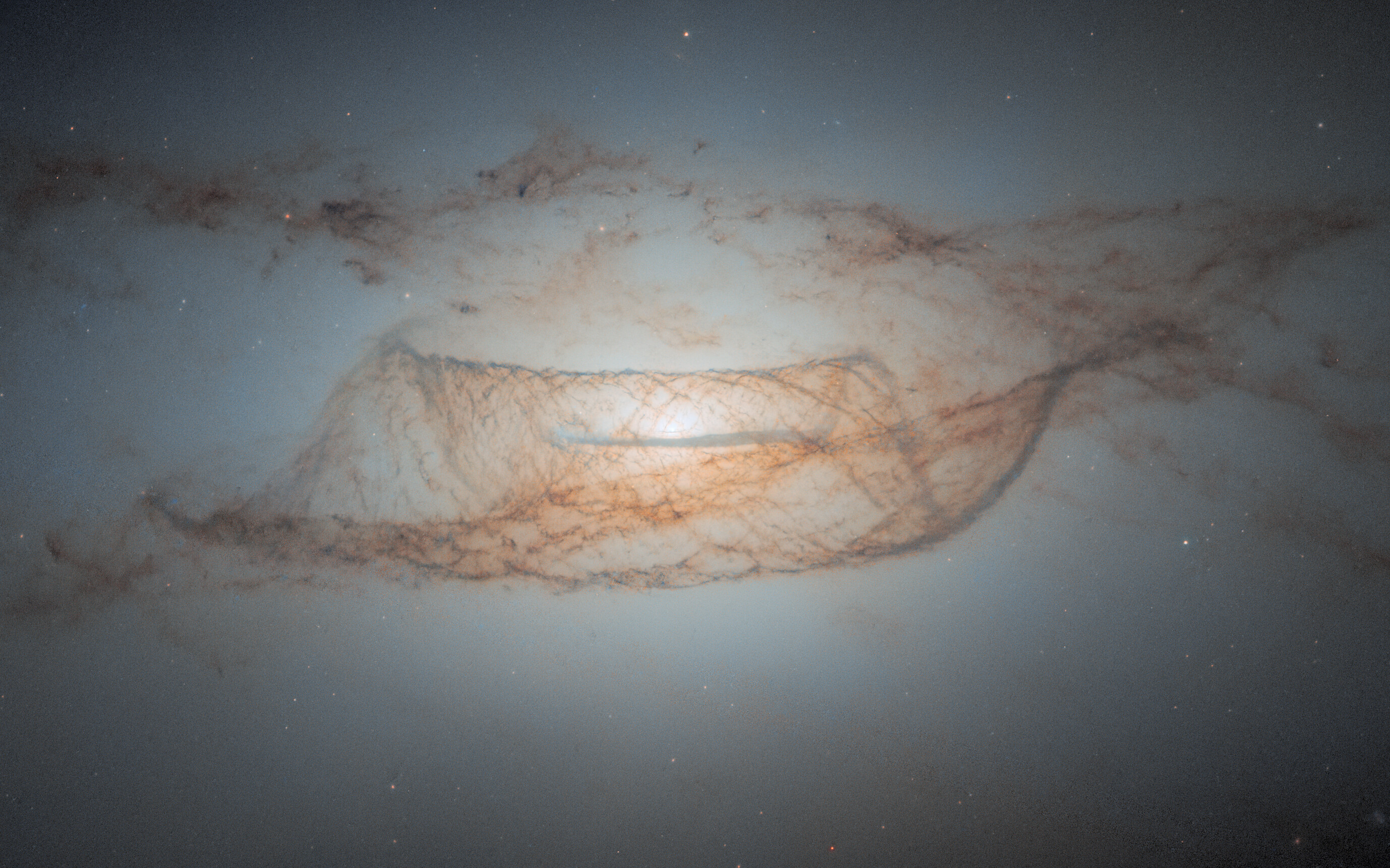
Hochaufgelöste Aufnahme des Zentrums, erstellt mit dem Hubble-Weltraumteleskop

## NGC 4753-Gruppe (LGG 315)
| Galaxie   | Alternativname | Entfernung/Mio. Lj |
| --------- | -------------- | ------------------ |
| NGC 4643  | PGC 42797      | 56                 |
| NGC 4713  | PGC 43413      | 26?                |
| NGC 4771  | PGC 43784      | 47                 |
| NGC 4753  | PGC 43671      | 48                 |
| NGC 4808  | PGC 44086      | 31                 |
| NGC 4845  | PGC 44392      | 52                 |
| NGC 4900  | PGC 44797      | 40                 |
| NGC 4904  | PGC 44846      | 49                 |
| PGC 42393 | UGC 7824       | 51                 |
| PGC 44014 | UGC 8041       | 56                 |
| PGC 44066 | UGC 8048       | 46                 |
| PGC 43397 | UGC 7982       | 48                 |
| PGC 44354 | UGC 8074       | 38                 |
| PGC 44685 | UGC 8105       | 37                 |
| PGC 44858 | UGC 8127       | 62                 |